# Enrico Casimiro I di Nassau-Dietz
Enrico Casimiro I di Nassau-Dietz (Arnhem, 21 gennaio 1612 – Hulst, 13 luglio 1640), fu conte di Nassau-Dietz e Stadtholder di Frisia, Groninga e Drenthe.

## Biografia
Enrico Casimiro I di Nassau-Dietz era il figlio primogenito di Ernesto Casimiro I di Nassau-Dietze di Sofia Edvige di Brunswick-Lüneburg e come suo padre egli si votò ancora giovane alla carriera delle armi.
Il 12 luglio 1640 egli venne ferito a Sint Jansteen durante la battaglia di Hulst e morì il giorno successivo. Enrico Casimiro venne sepolto a Leeuwarden, e venne succeduto nei suoi titoli dal fratello minore Guglielmo Federico di Nassau-Dietz.
La sua morte, a soli 28 anni, fu un esempio significativo del sacrificio che i Nassau sopportarono per la liberazione della patria e il Rijksmuseum conserva ancora oggi una maglia insanguinata che la tradizione vuole fosse indossata da Enrico Casimiro quando venne ferito.

## Ascendenza
|                                     |                              |                                  | Genitori                           |  |  | Nonni |  |  | Bisnonni                         |  |  | Trisnonni                        |  |
|                                     |                              |                                  |                                    |  |  |       |  |  | Guglielmo I di Nassau-Dillenburg |  |  | Guglielmo V di Nassau-Dillenburg |  |
|                                     |                              |                                  |                                    |  |  |       |  |  | Guglielmo I di Nassau-Dillenburg |  |  | Guglielmo V di Nassau-Dillenburg |  |
|                                     |                              | Elisabetta d'Assia-Marburg       |                                    |  |  |       |  |  | Guglielmo I di Nassau-Dillenburg |  |  |                                  |  |
| Giovanni VI di Nassau-Dillenburg    |                              |                                  |                                    |  |  |       |  |  | Guglielmo I di Nassau-Dillenburg |  |  |                                  |  |
|                                     |                              | Giuliana di Stolberg-Wernigerode | Botho VIII di Stolberg-Wernigerode |  |  |       |  |  |                                  |  |  |                                  |  |
|                                     |                              | Giuliana di Stolberg-Wernigerode | Botho VIII di Stolberg-Wernigerode |  |  |       |  |  |                                  |  |  |                                  |  |
|                                     |                              | Giuliana di Stolberg-Wernigerode | Anna di Epppstein-Königstein       |  |  |       |  |  |                                  |  |  |                                  |  |
| Ernesto Casimiro di Nassau-Dietz    |                              | Giuliana di Stolberg-Wernigerode |                                    |  |  |       |  |  |                                  |  |  |                                  |  |
|                                     |                              | …                                | …                                  |  |  |       |  |  |                                  |  |  |                                  |  |
|                                     |                              | …                                | …                                  |  |  |       |  |  |                                  |  |  |                                  |  |
|                                     |                              | …                                | …                                  |  |  |       |  |  |                                  |  |  |                                  |  |
| Elisabetta di Leuchtenberg          |                              | …                                |                                    |  |  |       |  |  |                                  |  |  |                                  |  |
|                                     |                              | …                                | …                                  |  |  |       |  |  |                                  |  |  |                                  |  |
|                                     |                              | …                                | …                                  |  |  |       |  |  |                                  |  |  |                                  |  |
|                                     |                              | …                                | …                                  |  |  |       |  |  |                                  |  |  |                                  |  |
| Enrico Casimiro I di Nassau-Dietz   |                              | …                                |                                    |  |  |       |  |  |                                  |  |  |                                  |  |
|                                     | Giulio di Brunswick-Lüneburg | Enrico V di Brunswick-Lüneburg   |                                    |  |  |       |  |  |                                  |  |  |                                  |  |
|                                     | Giulio di Brunswick-Lüneburg | Enrico V di Brunswick-Lüneburg   |                                    |  |  |       |  |  |                                  |  |  |                                  |  |
|                                     | Giulio di Brunswick-Lüneburg | Maria di Württemberg             |                                    |  |  |       |  |  |                                  |  |  |                                  |  |
| Enrico Giulio di Brunswick-Lüneburg | Giulio di Brunswick-Lüneburg |                                  |                                    |  |  |       |  |  |                                  |  |  |                                  |  |
|                                     |                              | Edvige di Brandeburgo            | Gioacchino II di Brandeburgo       |  |  |       |  |  |                                  |  |  |                                  |  |
|                                     |                              | Edvige di Brandeburgo            | Gioacchino II di Brandeburgo       |  |  |       |  |  |                                  |  |  |                                  |  |
|                                     |                              | Edvige di Brandeburgo            | Edvige Jagellona                   |  |  |       |  |  |                                  |  |  |                                  |  |
| Sofia Edvige di Brunswick-Lüneburg  |                              | Edvige di Brandeburgo            |                                    |  |  |       |  |  |                                  |  |  |                                  |  |
|                                     |                              | Federico II di Danimarca         | Cristiano II di Danimarca          |  |  |       |  |  |                                  |  |  |                                  |  |
|                                     |                              | Federico II di Danimarca         | Cristiano II di Danimarca          |  |  |       |  |  |                                  |  |  |                                  |  |
|                                     |                              | Federico II di Danimarca         | Dorotea di Sassonia-Lauenburg      |  |  |       |  |  |                                  |  |  |                                  |  |
| Elisabetta di Danimarca             |                              | Federico II di Danimarca         |                                    |  |  |       |  |  |                                  |  |  |                                  |  |
|                                     |                              | Sofia di Meclemburgo-Güstrow     | Ulrico III di Meclemburgo-Güstrow  |  |  |       |  |  |                                  |  |  |                                  |  |
|                                     |                              | Sofia di Meclemburgo-Güstrow     | Ulrico III di Meclemburgo-Güstrow  |  |  |       |  |  |                                  |  |  |                                  |  |
|                                     |                              | Sofia di Meclemburgo-Güstrow     | Elisabetta di Danimarca            |  |  |       |  |  |                                  |  |  |                                  |  |
|                                     |                              | Sofia di Meclemburgo-Güstrow     |                                    |  |  |       |  |  |                                  |  |  |                                  |  |